# Ilaga
Ilagâ (Ilonggo Land Grabbers Association, acrônimo escrito em ilaga, ilonggo para rato) é um grupo paramilitar extremista cristão  baseado no sul das Filipinas. O grupo é predominantemente composto por Ilonggos, abraçando uma forma de catolicismo popular que utiliza amuletos e violência.
O grupo complementou a Philippine Constabulary como uma força de milícia durante a década de 1970 no sul de Mindanao, enquanto lutava contra os guerrilheiros moros durante a insurgência moro nas Filipinas.
Os migrantes predominantemente de língua Hiligaynon (da Ilha Panay) na província de Cotabato organizaram um exército privado chamado Ilaga (Visayan para rato). Para combater o terror dos ataques do Ilaga contra civis muçulmanos, os membros da elite moro organizaram os seus próprios grupos fortemente armados – os Camisas Negras em Cotabato e os Barracudas em Lanao – que responderam da mesma forma.
De 1970 a 1971, Ilaga lançou uma série de 21 massacres que deixaram 518 mortos, 184 feridos e 243 casas incendiadas. O grupo cometeu um dos seus atos mais sangrentos com o massacre de Manili em 19 de junho de 1971, quando assassinou 70–79 civis moros (mulheres, crianças e idosos) dentro de uma mesquita.